# Elephant Gun EP
Elephant Gun EP to EP nagrana przez Beirut.

## Lista utworów
1. "Elephant Gun" - 5:49
2. "Transatlantique" - 3:37
3. "Le Moribond / My Family's Role in the World Revolution" - 4:09 (Jacques Brel)